# 李楷洛
李楷洛（?—?），营州柳城人。契丹人。唐中兴名将李光弼之父。

## 生平
祖左威卫大将军幽州经略军副使李令节，父鸿胪卿兼檀州刺史李重英。
武则天时依附唐朝，特拜玉钤卫将军，并赐以大弓文马，又拜左奉宸内供奉。武后万岁通天年间（696年）娶李楷固之女。唐睿宗延和元年（712年）六月，幽州都督孙俭率左骁卫将军李楷洛、左威卫将军周以悌等，将兵三万，与奚部首领李大酺战于硎山，李楷洛作为前军，被奚军击败，孙俭害怕不敢救援，派遣使者哄骗大酺道：“我奉敕来此招谕蕃将，李楷洛等不受节度而辄用兵，请斩以谢。”大酺曰：“若奉敕招谕，有何国信物？”孙俭以军中缯帛万余段并袍带以与之。大酺曰：“将军可南还，无相惊扰。”俭军部伍逐渐散失，大酺乃率众进攻，由是大败唐军，兵士死伤者数万，史稱冷陘之战。孙俭及副将周以悌被大酺所擒，送于突厥默啜可汗，并遇害。
累官左羽林大将军，封蓟郡公。吐蕃侵河源，李楷洛率精兵击退之。大军凯旋而歸，李楷洛以暴病卒於道上，享年六十七。追赠营州都督，有子李光弼、李光彦、李光进（唐朝有两个李光进，一封凉国公，一封安定郡王）。肃宗乾元年间追谥曰忠，累赠为幽州都督、司空，妻李氏，以子光弼贵，封韩国太夫人。

## 赠营州都督蓟郡公李楷洛碑
大历三年（766年）三月立，杨炎撰文，史惟则八分书，碑在陕西富平县庄里镇觅子管区，墓冢已夷为绿化带，四周现为公路。据《富平县志》载，墓前原有神道碑一通。

## 子女
- 长子：李遵直
- 次子：李遵行
- 三子：李光炎
- 四子：李光弼
- 五子：李光彦
- 六子：李光进，开府仪同三司、太子太保、兼御史大夫、渭北节度使、凉国公